# Philonotis subsimplex
Philonotis subsimplex är en bladmossart som beskrevs av Brotherus och Jean Édouard Gabriel Narcisse Paris 1911. Philonotis subsimplex ingår i släktet källmossor, och familjen Bartramiaceae. Inga underarter finns listade i Catalogue of Life.